# Jardin des Curiosités
Le jardin des Curiosités est un parc lyonnais de 6 000 m2. Situé dans le 5e arrondissement de Lyon sur les hauteurs de Saint-Just, on y accède par l'extrémité est de la place Abbé-Larue. On le connaît également sous le nom de jardin de Montréal, belvédère Abbé-Larue ou encore jardin du Belvédère.

## Histoire
Offert par la ville de Montréal, à l'occasion du vingtième anniversaire des relations de coopération avec Lyon, ce parc est ouvert au public depuis août 2001. Les principaux concepteurs en sont :
- le sculpteur québécois Michel Goulet,
- l'agence montréalaise d'architecture et de design urbain fondée par Réal Lestage et Renée Daoust,
- l'agence canadienne Vlan Paysages dirigée par Julie Saint-Arnault et Micheline Clouard.

Cet espace donne également accès à un ancien terrain de basket-ball.

## Description
Passée la double grille d'entrée, on accède au belvédère par une allée décrivant une légère courbe. Le jardin est ordonné selon des espaces thématiques :
- un gazon bordé d'arbres au feuillage léger, d'où l'on découvre une belle perspective sur le Lycée de Saint-Just,
- face à la ville et à la Saône, une terrasse sablonneuse qui reprend la teinte rougeâtre des toits de Lyon,
- un petit pont qui rappelle le pont Jacques-Cartier qui relie Montréal à la rive sud du Saint-Laurent,
- un espace délimité par un muret qui offre un panorama sur le sud de Lyon,
- au nord, un espace arboré pentu.

Le parc est parsemé de six chaises-sculptures scellées au sol, œuvres de Michel Goulet, qui apportent au site une touche poétique. Les inscriptions qu'on y trouve suggèrent des manières de contempler le réel, l'absent ou l'imaginé.

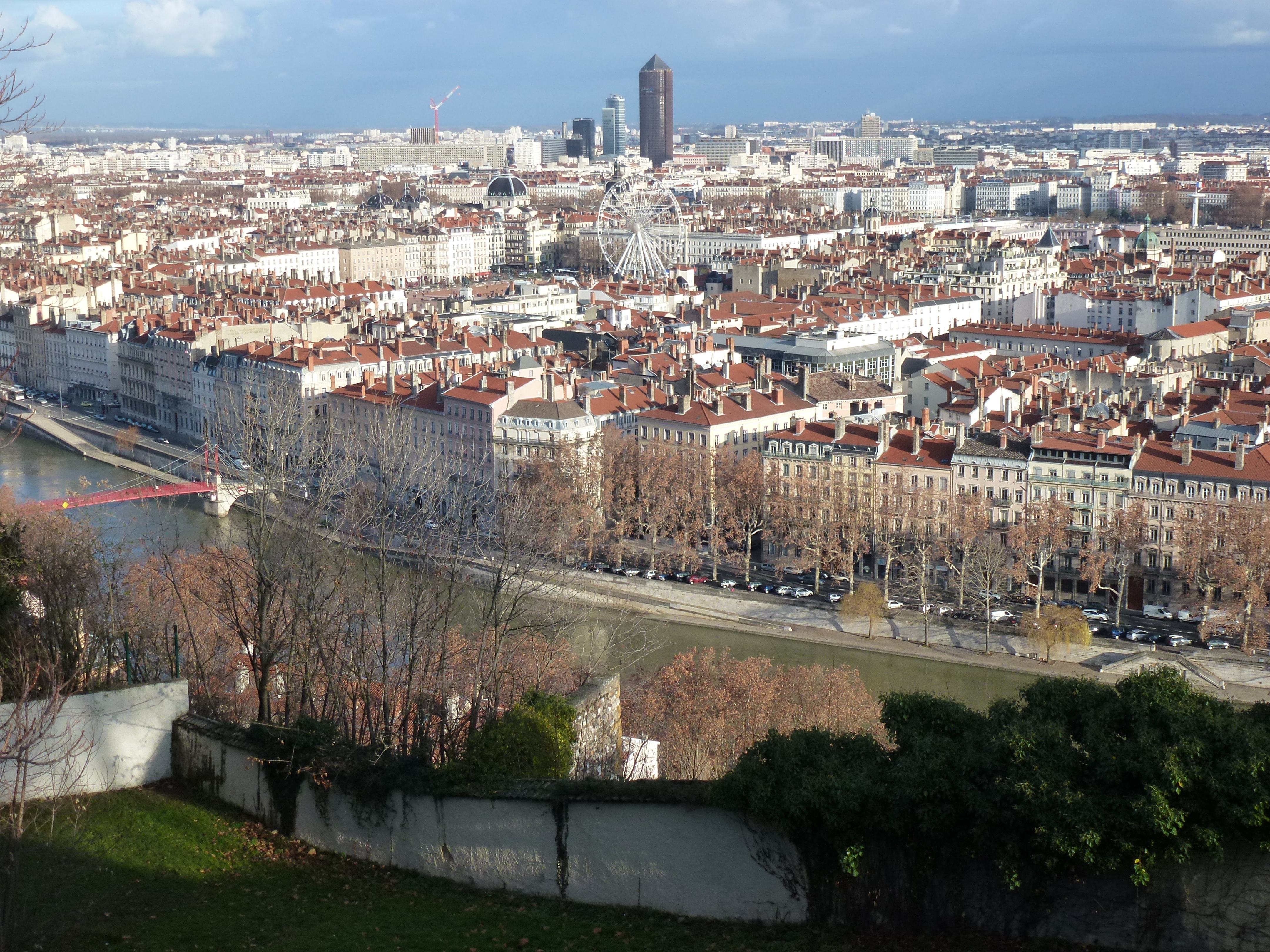
Vue sur Lyon
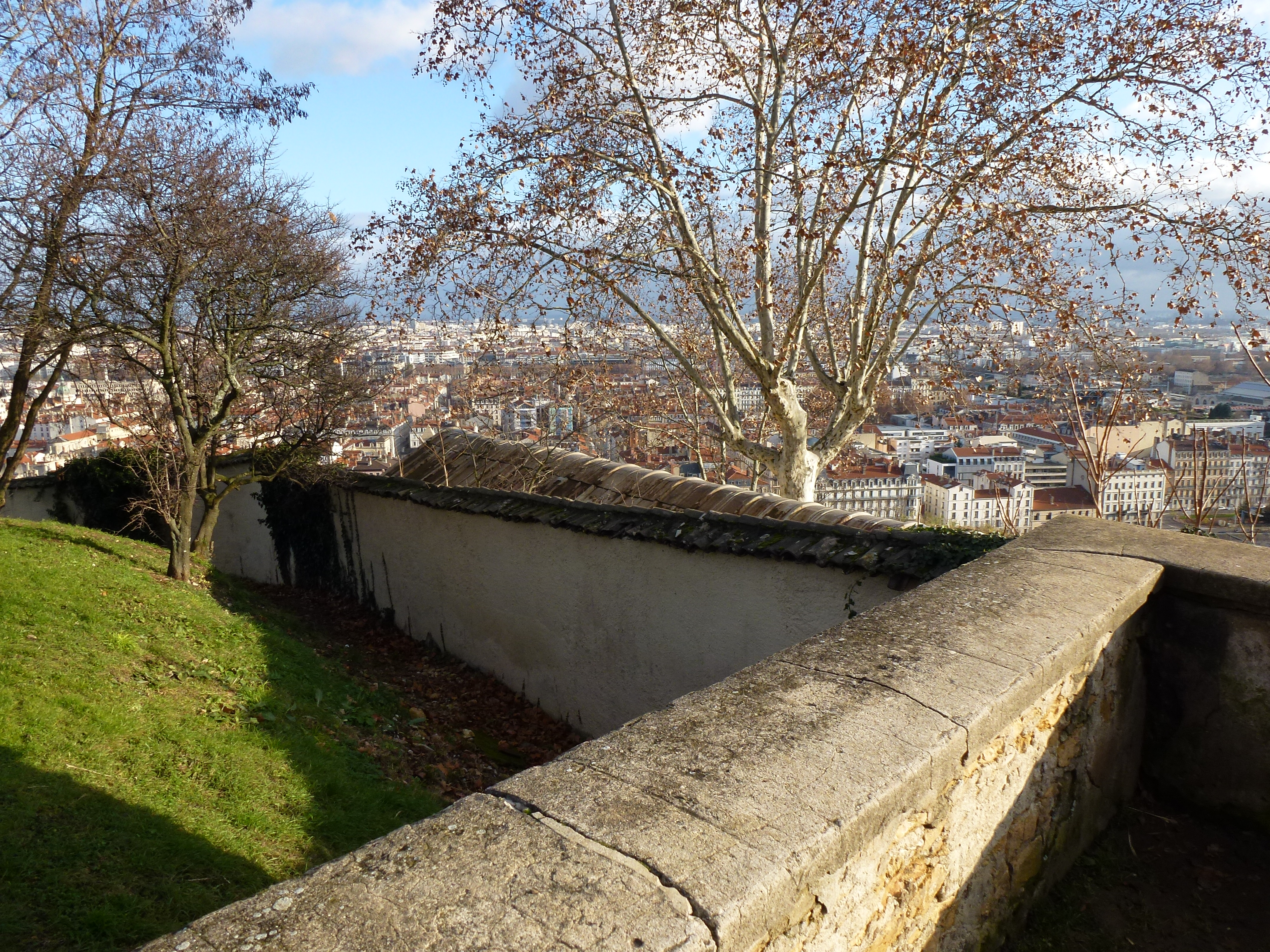
Le muret
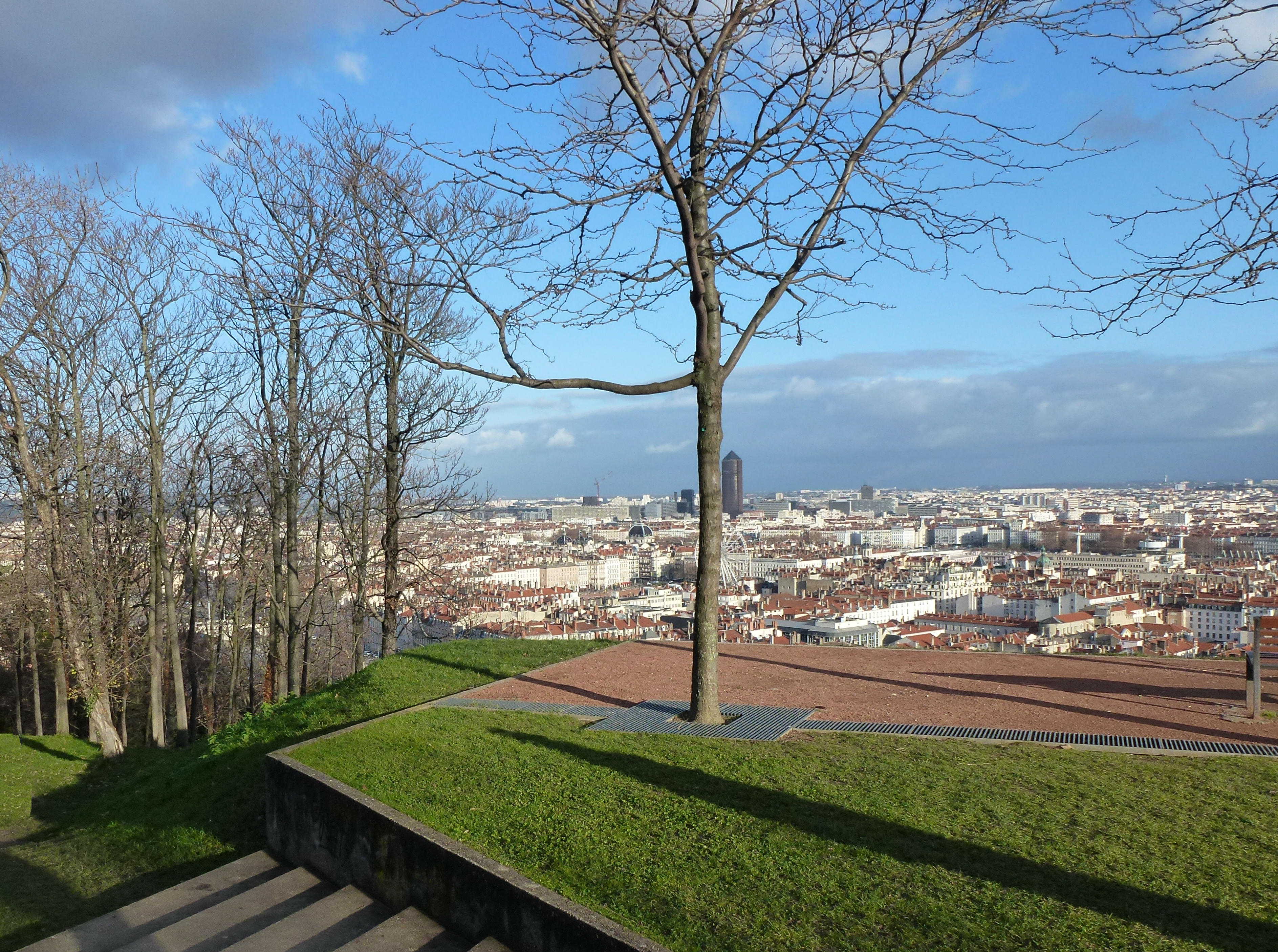
Terrasse et pentes